# Serie A1 2010-2011 (pallamano femminile)
La Serie A1 2010-2011 è stata la 42ª edizione della massima serie del campionato italiano di pallamano femminile. Il campionato è stato vinto per la seconda volta consecutiva dalla PDO Salerno, che nella finale play-off ha superato il Sassari.

## Stagione

### Novità
Rispetto alla stagione precedente il numero di squadre partecipanti è sceso da 8 a 6, a seguito della retrocessione del Cassano Magnago e della rinuncia del Bancole, dell'Ariosto Ferrara e del Mestrino, neopromosso dalla Serie A2. A completamento organico era stato ammesso il Nuoro.

### Formula
La formula del torneo prevedeva una stagione regolare divisa in una prima fase, dove le sei squadre partecipanti si affrontavano in partite di andata e ritorno, e in una seconda fase, dove si disputava un girone di sola andata redatto in base alla classifica della prima fase. Al termine della stagione regolare l'ultima classificata veniva retrocessa in Serie A2, mentre le prime quattro accedevano ai play-off per l'assegnazione dello scudetto, disputati in partite di andata e ritorno.

## Squadre partecipanti
| Squadra     | Città        | Stagione precedente             |
| ----------- | ------------ | ------------------------------- |
| Messana     | Messina      | 7º posto in Serie A1            |
| Nuoro       | Nuoro        | ?                               |
| PDO Salerno | Salerno      | 1º posto in Serie A1            |
| Sassari     | Sassari      | Semifinali play-off in Serie A1 |
| Teramo      | Teramo       | 2º posto in Serie A1            |
| Vigasio     | Vigasio (VR) | Semifinali play-off in Serie A1 |

## Stagione regolare

### Classifica finale
Fonte: Annuario FIGH.
|  | Pos. | Squadra     | Pt | G  | V  | N | P  | GF  | GS  | DR  |
|  | ---- | ----------- | -- | -- | -- | - | -- | --- | --- | --- |
|  | 1.   | Sassari     | 36 | 15 | 12 | 0 | 3  | 492 | 396 | +96 |
|  | 2.   | PDO Salerno | 33 | 15 | 11 | 0 | 4  | 421 | 412 | +9  |
|  | 3.   | Teramo      | 27 | 15 | 9  | 0 | 6  | 457 | 427 | +30 |
|  | 4.   | Nuoro       | 15 | 15 | 5  | 0 | 10 | 432 | 465 | -33 |
|  | 5.   | Messana     | 15 | 15 | 5  | 0 | 10 | 380 | 438 | -58 |
|  | 6.   | Vigasio     | 9  | 15 | 3  | 0 | 12 | 435 | 479 | -44 |

Legenda:
 Qualificata ai play-off scudetto.
      Retrocessa in Serie A2.

### Risultati

#### Risultati prima fase
| Andata | Andata | 1ª/6ª giornata    | Ritorno | Ritorno |
|        |        |                   |         |         |
| 2 ott. | 21-34  | Messana - Sassari | 22-35   | 8 gen.  |
| 2 ott. | 27-28  | Vigasio - Teramo  | 31-38   | 8 gen.  |
| 2 ott. | 20-27  | Nuoro - Salerno   | 24-33   | 8 gen.  |

| Andata | Andata | 2ª/7ª giornata    | Ritorno | Ritorno |
|        |        |                   |         |         |
| 9 ott. | 34-27  | Sassari - Nuoro   | 23-26   | 15 gen. |
| 9 ott. | 31-32  | Salerno - Vigasio | 40-33   | 15 gen. |
| 9 ott. | 30-25  | Teramo - Messana  | 32-33   | 15 gen. |

| Andata | Andata | 1ª/6ª giornata    | Ritorno | Ritorno |
|        |        |                   |         |         |
| 2 ott. | 21-34  | Messana - Sassari | 22-35   | 8 gen.  |
| 2 ott. | 27-28  | Vigasio - Teramo  | 31-38   | 8 gen.  |
| 2 ott. | 20-27  | Nuoro - Salerno   | 24-33   | 8 gen.  |

| Andata | Andata | 2ª/7ª giornata    | Ritorno | Ritorno |
|        |        |                   |         |         |
| 9 ott. | 34-27  | Sassari - Nuoro   | 23-26   | 15 gen. |
| 9 ott. | 31-32  | Salerno - Vigasio | 40-33   | 15 gen. |
| 9 ott. | 30-25  | Teramo - Messana  | 32-33   | 15 gen. |

| Andata  | Andata | 3ª/8ª giornata    | Ritorno | Ritorno |
|         |        |                   |         |         |
| 30 ott. | 20-34  | Salerno - Sassari | 23-34   | 22 gen. |
| 30 ott. | 33-34  | Vigasio - Messana | 35-36   | 22 gen. |
| 30 ott. | 25-30  | Nuoro - Teramo    | 29-36   | 22 gen. |

| Andata | Andata | 4ª/9ª giornata    | Ritorno | Ritorno |
|        |        |                   |         |         |
| 6 nov. | 32-28  | Teramo - Sassari  | 26-33   | 29 gen. |
| 6 nov. | 37-30  | Vigasio - Nuoro   | 32-39   | 29 gen. |
| 6 nov. | 24-25  | Messana - Salerno | 26-28   | 29 gen. |

| Andata  | Andata | 3ª/8ª giornata    | Ritorno | Ritorno |
|         |        |                   |         |         |
| 30 ott. | 20-34  | Salerno - Sassari | 23-34   | 22 gen. |
| 30 ott. | 33-34  | Vigasio - Messana | 35-36   | 22 gen. |
| 30 ott. | 25-30  | Nuoro - Teramo    | 29-36   | 22 gen. |

| Andata | Andata | 4ª/9ª giornata    | Ritorno | Ritorno |
|        |        |                   |         |         |
| 6 nov. | 32-28  | Teramo - Sassari  | 26-33   | 29 gen. |
| 6 nov. | 37-30  | Vigasio - Nuoro   | 32-39   | 29 gen. |
| 6 nov. | 24-25  | Messana - Salerno | 26-28   | 29 gen. |

| \| Andata \| Andata \| 5ª/10ª giornata \| Ritorno \| Ritorno \| \| \| \| \| \| \| \| 27 nov. \| 35-29 \| Sassari - Vigasio \| 34-26 \| 12 feb. \| \| 27 nov. \| 37-26 \| Salerno - Teramo \| 30-27 \| 12 feb. \| \| 27 nov. \| 31-23 \| Nuoro - Messana \| 26-23 \| 12 feb. \| |        |                   |         |         |
| Andata | Andata | 5ª/10ª giornata   | Ritorno | Ritorno |
| |        |                   |         |         |
| 27 nov. | 35-29  | Sassari - Vigasio | 34-26   | 12 feb. |
| 27 nov. | 37-26  | Salerno - Teramo  | 30-27   | 12 feb. |
| 27 nov. | 31-23  | Nuoro - Messana   | 26-23   | 12 feb. |

| Andata  | Andata | 5ª/10ª giornata   | Ritorno | Ritorno |
|         |        |                   |         |         |
| 27 nov. | 35-29  | Sassari - Vigasio | 34-26   | 12 feb. |
| 27 nov. | 37-26  | Salerno - Teramo  | 30-27   | 12 feb. |
| 27 nov. | 31-23  | Nuoro - Messana   | 26-23   | 12 feb. |

#### Risultati seconda fase
| Andata  | Andata | 1ª giornata       |
|         |        |                   |
| 26 feb. | 34-28  | Sassari - Teramo  |
| 26 feb. | 26-24  | Salerno - Messana |
| 26 feb. | 36-33  | Nuoro - Vigasio   |

| Andata | Andata | 2ª giornata       |
|        |        |                   |
| 5 mar. | 25-21  | Teramo - Vigasio  |
| 5 mar. | 30-26  | Salerno - Nuoro   |
| 5 mar. | 26-38  | Messana - Sassari |

| Andata  | Andata | 1ª giornata       |
|         |        |                   |
| 26 feb. | 34-28  | Sassari - Teramo  |
| 26 feb. | 26-24  | Salerno - Messana |
| 26 feb. | 36-33  | Nuoro - Vigasio   |

| Andata | Andata | 2ª giornata       |
|        |        |                   |
| 5 mar. | 25-21  | Teramo - Vigasio  |
| 5 mar. | 30-26  | Salerno - Nuoro   |
| 5 mar. | 26-38  | Messana - Sassari |

| Andata  | Andata | 3ª giornata       |
|         |        |                   |
| 26 mar. | 32-30  | Sassari - Nuoro   |
| 26 mar. | 34-26  | Teramo - Messana  |
| 26 mar. | 29-32  | Vigasio - Salerno |

| Andata | Andata | 4ª giornata       |
|        |        |                   |
| 2 apr. | 37-36  | Vigasio - Sassari |
| 2 apr. | 31-32  | Nuoro - Messana   |
| 2 apr. | 26-25  | Salerno - Teramo  |

| Andata  | Andata | 3ª giornata       |
|         |        |                   |
| 26 mar. | 32-30  | Sassari - Nuoro   |
| 26 mar. | 34-26  | Teramo - Messana  |
| 26 mar. | 29-32  | Vigasio - Salerno |

| Andata | Andata | 4ª giornata       |
|        |        |                   |
| 2 apr. | 37-36  | Vigasio - Sassari |
| 2 apr. | 31-32  | Nuoro - Messana   |
| 2 apr. | 26-25  | Salerno - Teramo  |

| \| Andata \| Andata \| 5ª giornata \| \| \| \| \| \| 9 apr. \| 5-0 \| Messana - Vigasio \| \| 9 apr. \| 28-23 \| Sassari - Salerno \| \| 9 apr. \| 40-32 \| Teramo - Nuoro \| |        |                   |
| Andata | Andata | 5ª giornata       |
| |        |                   |
| 9 apr. | 5-0    | Messana - Vigasio |
| 9 apr. | 28-23  | Sassari - Salerno |
| 9 apr. | 40-32  | Teramo - Nuoro    |

| Andata | Andata | 5ª giornata       |
|        |        |                   |
| 9 apr. | 5-0    | Messana - Vigasio |
| 9 apr. | 28-23  | Sassari - Salerno |
| 9 apr. | 40-32  | Teramo - Nuoro    |

## Play-off scudetto
|  | Semifinali | Semifinali  | Semifinali | Semifinali | Semifinali |  |  | Finale      | Finale      | Finale | Finale | Finale |  |
|  |            |             |            |            |            |  |  |             |             |        |        |        |  |
|  | 1          | Sassari     | 26         | 33         | 59         |  |  |             |             |        |        |        |  |
|  | 4          | Nuoro       | 22         | 30         | 52         |  |  | PDO Salerno | PDO Salerno | 25     | 29     | 54     |  |
|  | 2          | PDO Salerno | 22         | 28         | 50         |  |  | Sassari     | Sassari     | 21     | 31     | 52     |  |
|  | 3          | Teramo      | 25         | 19         | 44         |  |  |             |             |        |        |        |  |

## Statistiche

### Classifica marcatrici
Fonte: Annuario FIGH.
| Pos. | Giocatrice          | Squadra     | Reti |
| ---- | ------------------- | ----------- | ---- |
| 1.   | Daniela Palarie     | Teramo      | 154  |
| 2.   | Irina Černova       | Sassari     | 145  |
| 3.   | Aida Dorović        | Nuoro       | 134  |
| 4.   | Ljubica Čeklić      | Messana     | 122  |
| 5.   | Vlada Bobrovnikova  | Sassari     | 121  |
| 6.   | Biljana Crvenkovska | PDO Salerno | 114  |
| 7.   | Oxana Pavlyk        | PDO Salerno | 111  |
| 8.   | Silvia Scamperle    | Vigasio     | 110  |
| 9.   | Luana Pistelli      | Nuoro       | 109  |
| 10.  | Ivana Mladenović    | Sassari     | 98   |

## Supercoppa italiana
La Supercoppa 2010-2011 è stata la 5ª edizione del torneo annuale organizzato dalla FIGH; si è svolta l'11 settembre 2010 a Salerno.
| Squadra 1   | Risultato | Squadra 2 |
| ----------- | --------- | --------- |
| PDO Salerno | 26 - 31   | Sassari   |